# 広島県道24号府中上下線
広島県道24号府中上下線（ひろしまけんどう24ごう ふちゅうじょうげせん）は、広島県府中市を通る県道（主要地方道）である。

## 概要
府中市のうち、府中地域より上下町地域へ至る路線である。
府中市内を起終点する市域内完結路線となっており、路線データ以降の説明については市名を省略したものとする。

### 路線データ
広島県告示第469号に基づく起終点および重要な経過地は次のとおり。
- 起点 : 府中市[1]
- 終点 : 甲奴郡上下町[1] （現在の府中市上下町）
- 重要な経過地 : なし
- 実延長 : 21.050 km （2021年4月1日現在） [1]
- 面積 : 200,241 m² （2021年4月1日現在） [1]

## 歴史
1900年（明治33年）3月30日発行の『正式二万分一地形図』に「至庄原道」と記載されている道が原形。その道は、のちに福山市三吉町国道2号交点を起点とし、庄原市本町国道183号交点を終点とする県道24号福山庄原線となり、上下町井永以北が1982年（昭和57年）4月1日に国道432号として昇格したことで、同年12月6日の広島県告示第1277号により県道24号福山上下線となり、父石町以東が1993年（平成5年）4月1日に国道486号として昇格したことで、1996年（平成8年）4月25日の広島県告示第469号により現行の路線となった。

### 年表
- 1993年（平成5年）5月11日 : 建設省（当時）告示第1270号により県道24号福山上下線の一部を主要地方道府中上下線に指定[5]。
- 1996年（平成8年）4月25日 : 広島県告示第469号により県道24号府中上下線を認定[6]。
- 1997年（平成9年）1月16日 : 広島県告示第58号により全線区域決定。
- 1998年（平成10年）8月27日 : 広島県告示第857号により県道24号福山上下線が廃止。これにより旧路線との重複認定を解消。
- 2004年（平成16年）4月1日 : 甲奴郡上下町が府中市に編入。これにより全区間が府中市域のみを通る路線となる。

## 路線状況
国道486号より広島県道56号府中世羅三和線にかけて、芦田川に沿って進むため、山と川に挟まれた路線となっている。

## 地理

### 通過する自治体
- 府中市

### 交差する道路
- 国道486号 父石交差点 （父石町）
- 広島県道56号府中世羅三和線 落合三差路交差点 （阿字町）
- 広島県道421号矢多田阿字線 （阿字町）
- 広島県道388号木野山府中線 （木野山町） …… 計画路線
- 広島県道402号金丸市場線 （木野山町）
- 広島県道420号木頃井永線 （上下町井永）
- 国道432号（広島県道25号三原東城線重複） 矢多田交差点  （上下町井永）

### 並行する旧街道
- 旧石州街道
  - 石見銀山と笠岡を結ぶ石見銀山街道（銀の道）としても使用されていた。ただし、府中市街から木野山町にかけては、現在の広島県道388号木野山府中線に並行する経路であったとされる。

### 並行する河川
- 芦田川水系
  - 芦田川
  - 阿字川
  - 矢多田川

### 並行する鉄道
- JR福塩線
  - 中畑駅 (河佐町中畑)